# Savita Halappanavar
Savita Halappanavar (ur. 9 września 1981 w Bagalkot, zm. 28 października 2012 w Galway) – Hinduska mieszkająca w Irlandii. Jej śmierć doprowadziła do uchwalenia w 2013 roku ustawy o ochronie życia w czasie ciąży. Personel medyczny szpitala uniwersyteckiego w Galway odrzucił jej prośbę o aborcję po niecałkowitym poronieniu, tłumacząc, że spełnienie jej prośby byłoby niezgodne z prawem irlandzkim. Halappanavar zmarła w wyniku sepsy. Jej śmierć była impulsem do starań o uchylenie ósmej poprawki do Konstytucji Irlandii, która w większości przypadków zabraniała aborcji. Halappanavar stała się ikoną zwolenników legalizacji aborcji w Irlandii.

## Życiorys
Savita Halappanavar przeprowadziła się do Irlandii w 2008 roku, po wyjściu za mąż. W lipcu 2012 otrzymała licencję i zgodę na praktykowanie zawodu dentystki. 21 października 2012, będąca w 17. tygodniu ciąży, Halappanavar zgłosiła się do szpitala University College w Galway, skarżąc się na ból pleców. Wraz z mężem domagała się przeprowadzenia aborcji. Personel medyczny odmówił wykonania zabiegu tłumacząc, że wciąż bije serce płodu, a także dlatego, że Hinduska mieszka w kraju katolickim. Została odesłana do domu, jednak jej stan się pogarszał. Dyżurny ginekolog poinformował Hinduskę, że poroni. Także nie zgodził się na przerwanie ciąży, pomimo świadomości, że dziecko urodzi się martwe. 24 października Halappanavar urodziła martwą córkę, po czym zapadła w śpiączkę. Następnie wywiązało się u niej zakażenie krwi. Zmarła krótko po godzinie pierwszej w nocy, 28 października 2012. Przeprowadzona 30 października sekcja zwłok wykazała, że Halappanavar zmarła w wyniku sepsy. Pochowano ją 3 listopada.
Podczas procesu udowodniono personelowi medycznemu popełnienie błędów medycznych, nieprawidłową reakcję na objawy zakażenia krwi i błędną ocenę sytuacji.

## Zmiana prawa aborcyjnego
Sprawa Halappanavar wywołała debatę publiczną, która doprowadziła do powstania ustawy o ochronie życia w czasie ciąży, która weszła w życie 1 stycznia 2014. W ustawie nie znalazły się żadne nowe uprawnienia do wykonywania zabiegów przerywania ciąży.
Śmierć Halappanavar wywołała dyskusję na temat restrykcyjnego prawa aborcyjnego, stawiającego życie zarodka na równi z życiem matki. Dotychczasowe prawo zezwalało na aborcje wyłącznie w przypadku zagrożenia życia matki, jednak niejasne prawo zniechęcało wielu lekarzy do przeprowadzania zabiegu. Po jej śmierci 20 tys. mieszkańców Dublina wzięło udział w marszu pamięci. Wynikiem ogólnokrajowej debaty było zorganizowane referendum  dotyczące uchylenia ósmej poprawki do Konstytucji Irlandii zabraniającej wykonywania aborcji, które odbyło się 5 maja 2018. Podczas przygotowań do referendum, rodzice zmarłej zgodzili się na wykorzystanie jej wizerunku w ramach kampanii „Razem na Tak”, mającej na celu uchylenie prawa. 66,4% głosujących w referendum opowiedziało się za uchyleniem ósmej poprawki do Konstytucji Irlandii.
We wrześniu 2018 rząd Irlandii zainicjował Ustawę o zdrowiu (rozporządzenie o przerywaniu ciąży), która zalegalizowałaby aborcję z powodów niezagrażających życiu. Ustawę przyjęto 5 grudnia 2018, a 20 grudnia została podpisana przez prezydenta Michaela D. Higginsa. Nowe ustawodawstwo zezwala na przeprowadzenie aborcji w przypadkach, gdy istnieje zagrożenie życia lub poważnego uszczerbku na zdrowiu kobiety w ciąży, gdy występuje stan mogący doprowadzić do śmierci płodu przed lub w ciągu 28 dni od urodzenia oraz bez ograniczeń do dwunastego tygodnia ciąży. Prawo wprowadzono 1 stycznia 2019.